# Vendaval Maravilhoso
Vendaval Maravilhoso é um filme luso-brasileiro de 1949 realizado pelo português José Leitão de Barros, sobre a vida do poeta Castro Alves e o seu romance com a atriz portuguesa Eugénia Câmara.
O filme dura 138 minutos mas sofreu inúmeros cortes da censura (principalmente devido à temática da escravatura). Eugénia Câmara era interpretada pela estrela portuguesa (cantora e atriz) Amália Rodrigues, Barreto Pereira como Furtado Coelho e Paulo Maurício como Castro Alves. O guião/roteiro tinha texto da autoria de Joracy Camargo, José Leitão de Barros e Osório de Almeida.